# Theo Verbruggen
Theo Verbruggen (Erp, 3 maart 1958) is een Nederlandse journalist.
Hij is radio- en televisieverslaggever, interviewer, mediatrainer en televisiepresentator.
Verbruggen begon zijn carrière in 1985 bij de lokale omroep BLOS. Hij was eind jaren 80 hoofdredacteur van Radio Tilburg. Daarna ging hij werken bij Omroep Brabant als verslaggever, redacteur en presentator, waar hij de programma's 'Gestrikt' en 'Zaak voor tv' presenteerde. Ook was Verbruggen betrokken bij het VPRO-radioprogramma HomoNos. 
In 1993 ging Verbruggen als zelfstandige aan het werk voor de VARA en in 1995 bij de NOS. Zowel voor het Radio 1 Journaal als de televisiejournalen werkte hij als verslaggever. Per 1 januari 2020 stopte hij bij de NOS. Daarna werkt hij als dagvoorzitter, interviewer en mediatrainer. 